# Magda Puyo
Magdalena Puyo Bové, más conocida como Magda Puyo (Mora la Nueva, 1960) es una actriz, profesora y directora teatral española, desde noviembre de 2015, directora del Instituto del Teatro en Cataluña, donde ha desarrollado la mayor parte de su actividad.

## Biografía
Licenciada en Filosofía y Ciencias de la Educación por la Universidad de Barcelona, su carrera en el teatro se inició en el seno del teatro universitario. Fundó el grupo teatral Metadones, con el que en la segunda mitad de los años 1990 realizó diversos montajes entre los que destacan las revisiones de clásicos con la integración de múltiples disciplinas en el escenario: una revisión de La casa de Bernarda Alba de Federico García Lorca con La Bernarda es calva (1994), la Medea de Eurípides en Medea Mix (1996) y Ricardo III de Shakespeare con Ricard G. (2000). Ganó el premio de la Crítica del Ayuntamiento de Barcelona por el montaje Pesombra con la bailarina Marta Carrasco, una adaptación de los poemas de Joan Salvat-Papasseit. En los últimos años ha sido directora de Gorda (2006), Pallarina, poeta i puta, de Dolors Miquel (2011), Alma i Elisabeth. Persona de Bergman y Cosmètica de l’enemic —esta última sobre la base de una novela de Amélie Nothomb— (2012), directora y dramaturga de Confidències a Al·là, adaptada de la novela de Saphia Azzedinne y l’Alè de la vida de David Hare.
Muy vinculada al Teatro Nacional de Cataluña, donde fue miembro del comité asesor entre 1998 y 2001, también ha presentado su obra en distintos espacios alternativos como la Sala Beckett, fuera del ámbito público en el Teatro Romea de Barcelona o en festivales de prestigio como el Festival Grec de Barcelona. Fue directora del Festival Internacional de Teatro de Sitges, es profesora de dirección e interpretación en el Instituto del Teatro, donde ha sido coordinadora académica y directora pedagógica y, desde noviembre de 2015, es directora general en sustitución de Jordi Font Cardona.